# Calliobothrium eschricthii
Calliobothrium eschricthii är en plattmaskart som beskrevs av van Beneden 1850. Calliobothrium eschricthii ingår i släktet Calliobothrium och familjen Onchobothriidae. Inga underarter finns listade i Catalogue of Life.